# 千軒站
千軒站（日语：／ Sengen eki */?）是位於北海道松前郡福島町字千軒的北海道旅客鐵道（JR北海道）松前線的鐵路站。在1988年停用。現時本站成為一個讓登山者休息用的設施。

## 車站構造
島式月台1面2線，可以列車交會。

## 車站週邊
- 國道228號
- 千軒簡單郵局

## 历史
- 1938年（昭和13年）10月21日 - 渡島知內站至本站開始營運，開設為日本國有鐵道之車站，初時站名為碁盤坂站。一般站。
- 1942年（昭和17年）11月1日 - 本站至渡島吉岡站開始營運，本站成為中途站。
- 1970年（昭和45年）12月12日 - 成為無人站。
- 1971年（昭和46年）4月26日 - 貨物起卸服務停止。
- 1972年（昭和47年）3月15日 - 車站改名為千軒站[1]。
- 1984年（昭和59年）2月1日 - 行李起卸服務停止。
- 1987年（昭和62年）4月1日 - 因國鐵分割民營化，本站成為北海道旅客鐵道的車站。
- 1988年（昭和63年）2月1日 -  松前線停運，本站也成為廢站。

## 相鄰車站
北海道旅客鐵道
松前線
湯之里－千軒－渡島福島

## 備註
1. ↑  日本國有鐵道Computer部『鐵道要覽　昭和48年度』、日本國有鐵道、1975年1月20日、p280。

## 相關項目
- 日本鐵路車站列表